# Celypha rivulana
Celypha rivulana là một loài bướm đêm nhỏ thuộc họ Tortricidae. Nó được tìm thấy ở hầu hết châu Âu.
Sải cánh dài 16–18 mm. Con trưởng thành bay vào tháng 6, tháng 7 và tháng 8.
Ấu trùng ăn nhiều loại thảo mộc, bao gồm Genista tinctoria, Hieracium, Lotus và Plantago.

## Hình ảnh

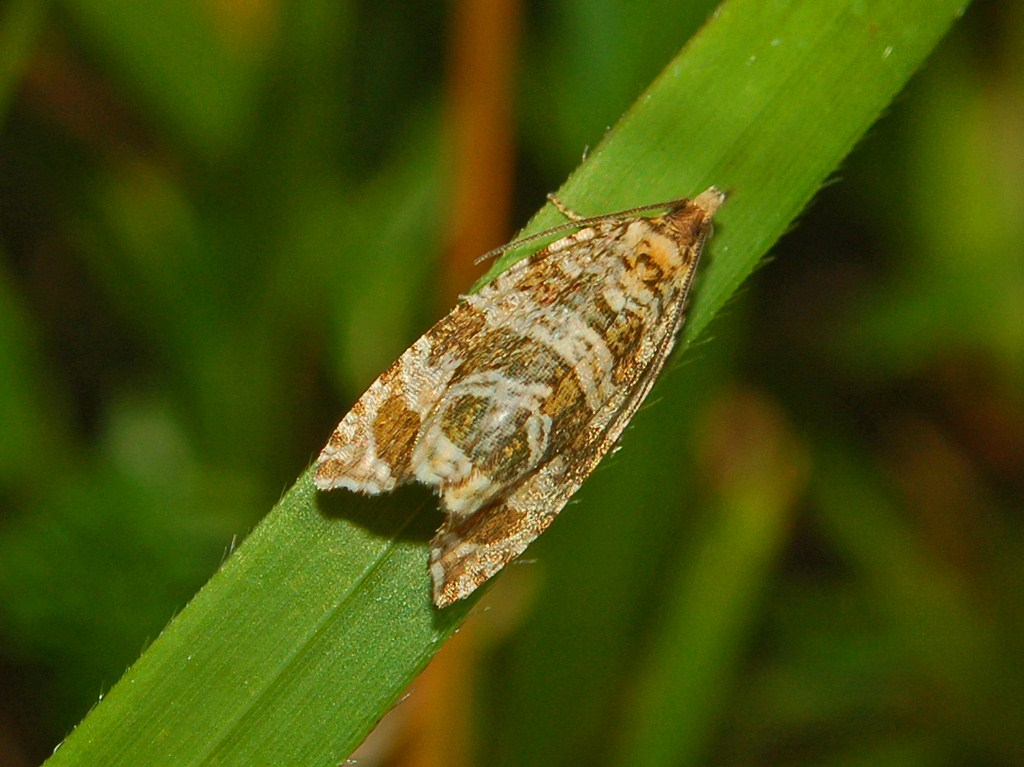